# Danaini
Tribu
Les Danaini sont une tribu de lépidoptères (papillons) appartenant à la famille des Nymphalidae, à la sous-famille des Danainae.

## Dénomination
- La tribu Danaini a été décrite par l'entomologiste français Jean-Baptiste Alphonse Dechauffour de Boisduval en 1833.

## Taxinomie
Liste des sous-tribus et des genres
Cette tribu se divise en deux sous-tribus :
- Sous-tribu des Danaina Boisduval, 1833

Amauris Hübner, 1816
Danaus Kluk, 1802
Ideopsis Horsfield, 1857
Parantica Moore, 1880
Tiradelphe Ackery et Vane-Wright, 1984
Tirumala Moore, 1880

Amauris niavius
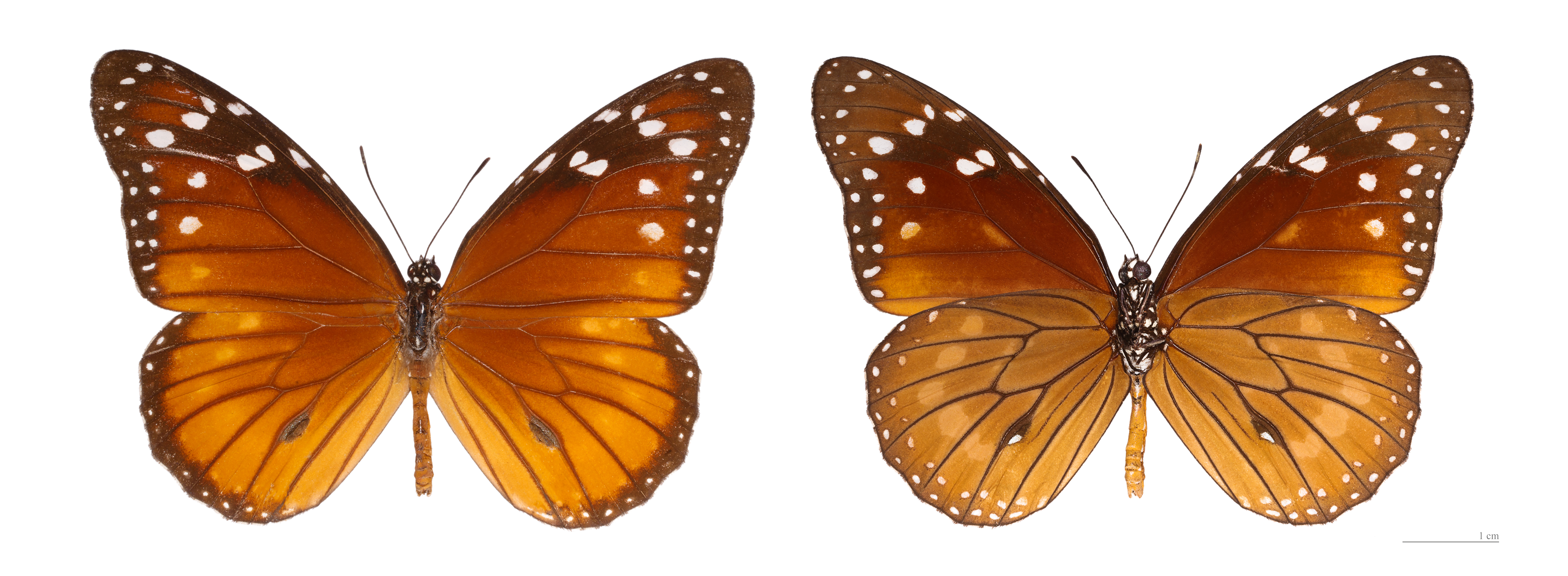
Danaus eresimus
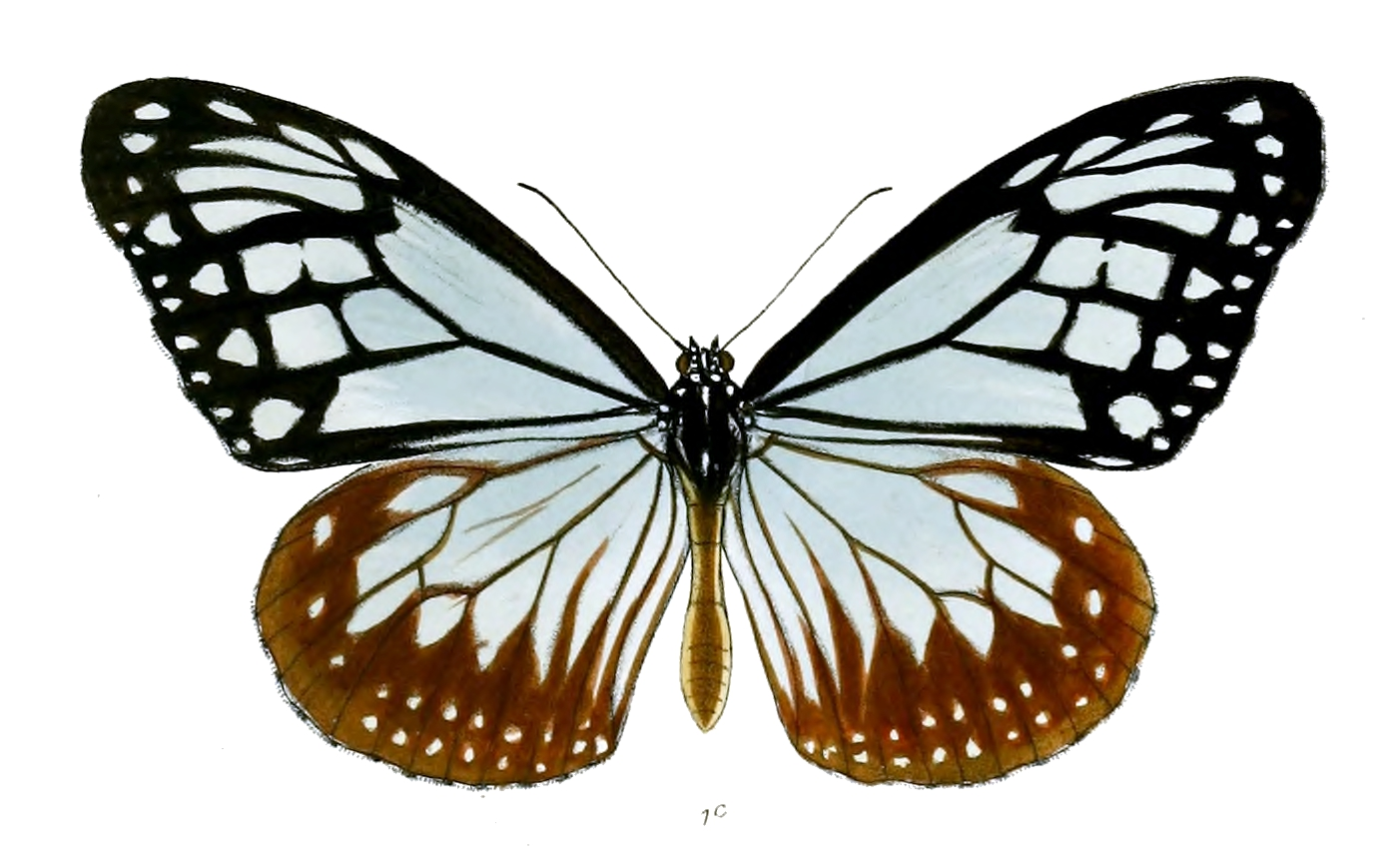
Parantica sita
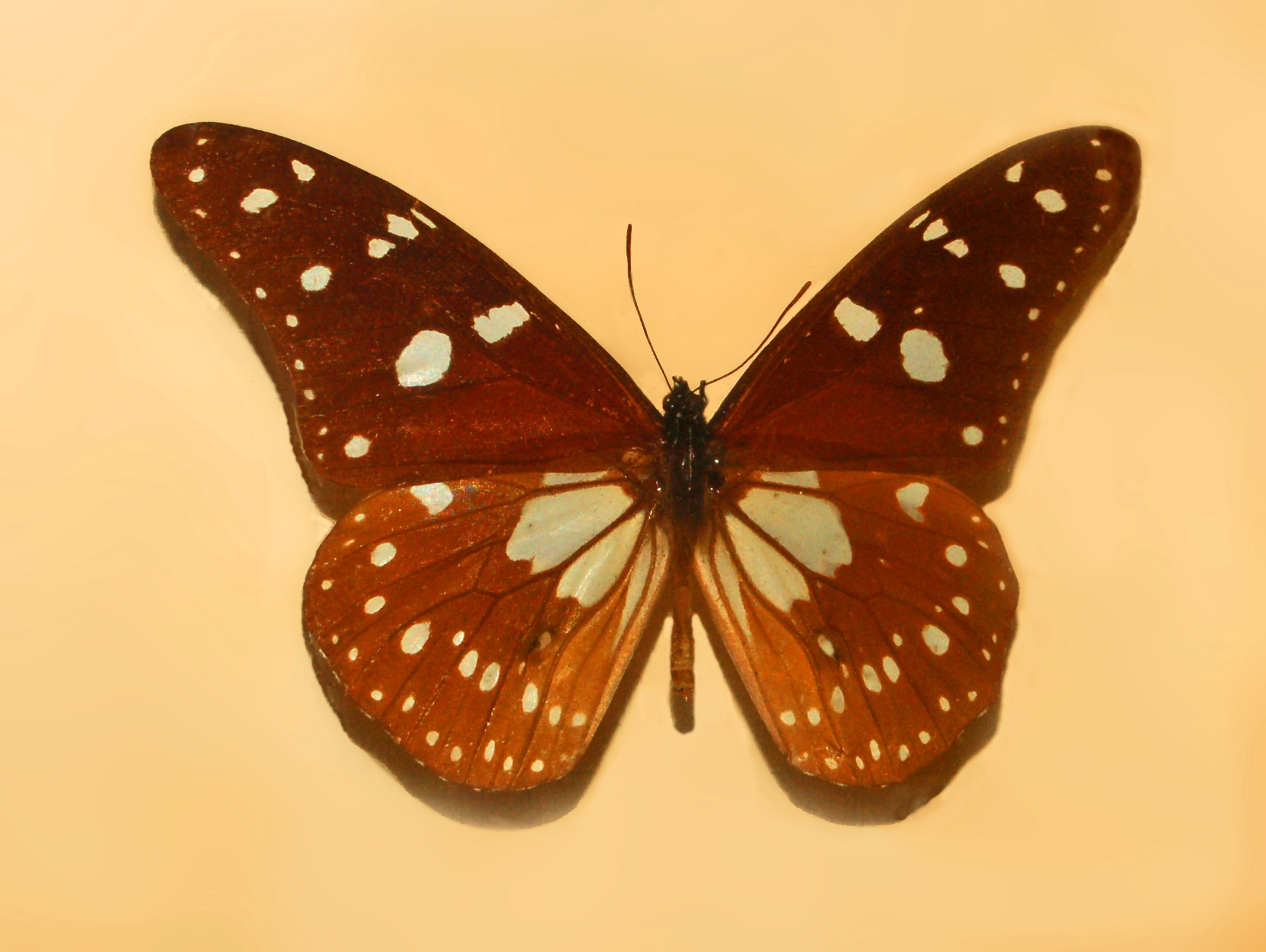
Tirumala formosa

- Sous-tribu des Euploeina Moore, 1880

Anetia
†Archaeolycorea (genre éteint)
Euploea
Idea
Lycorea
Protoploea

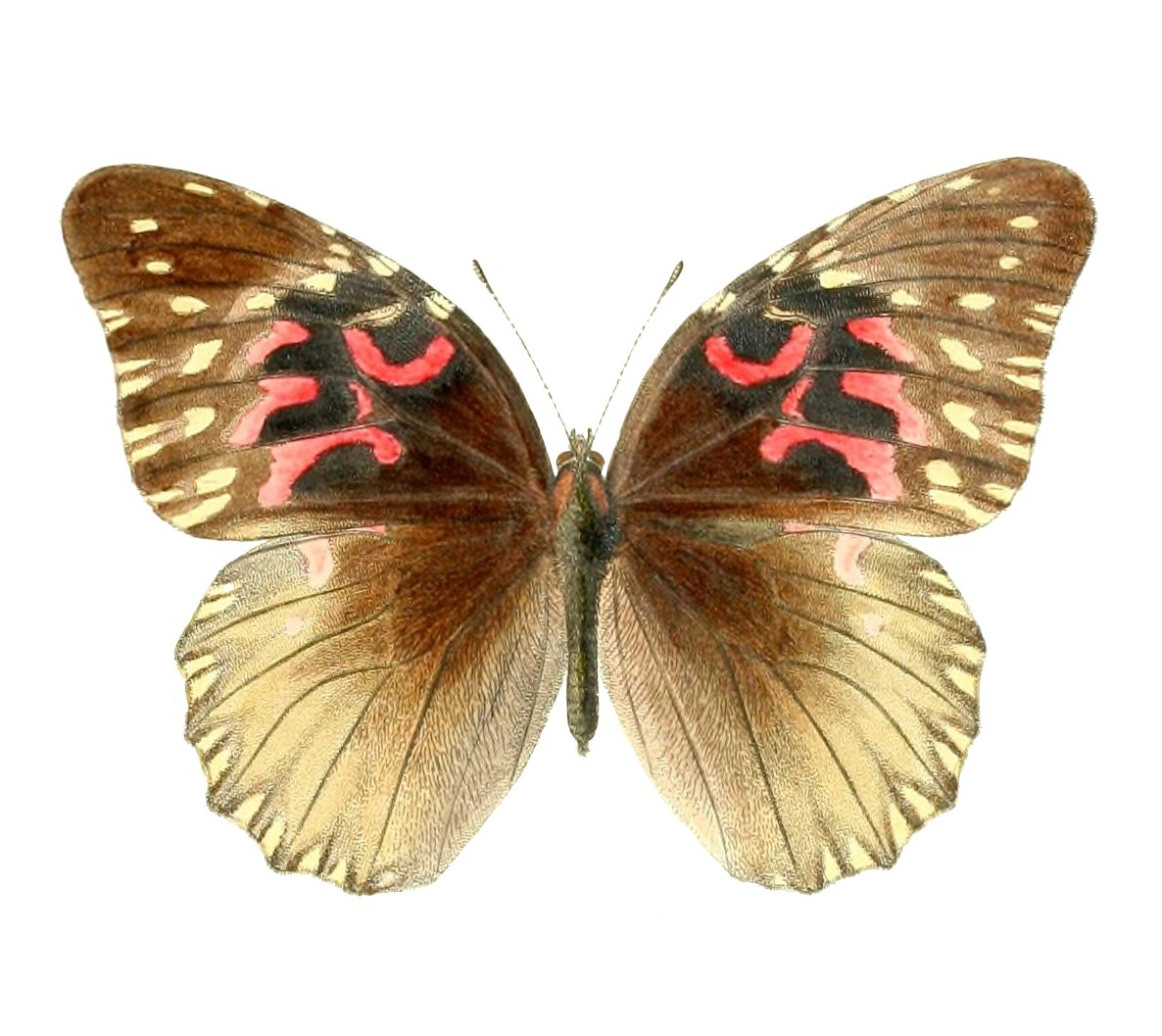
Anetia thirza
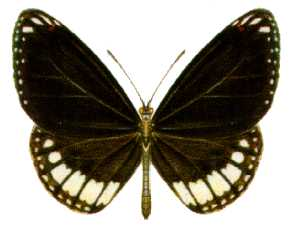
Euploea alcathoe
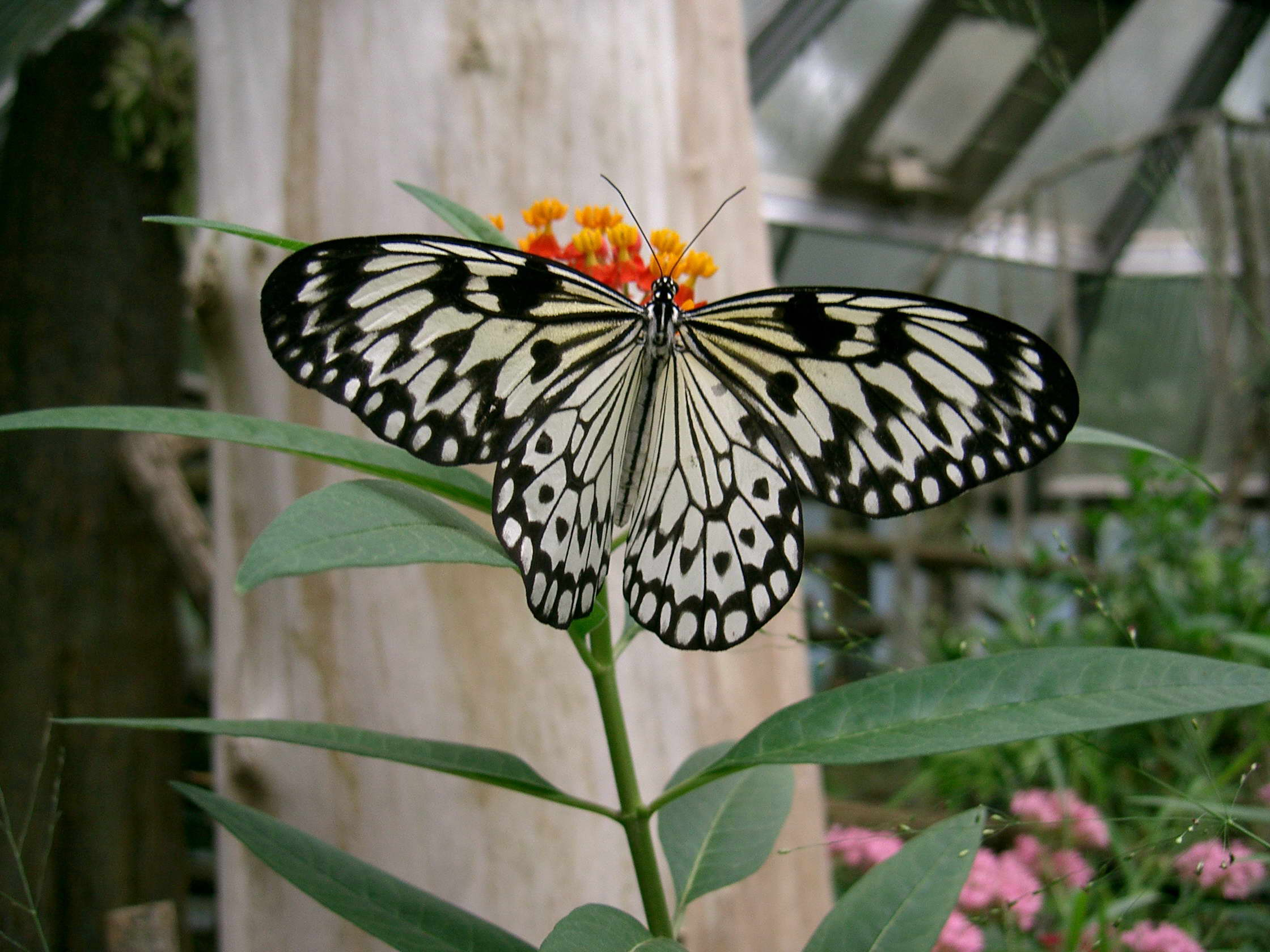
Idea leuconoe
Lycorea halia